# 시마무라 마사시
시마무라 마사시(일본어: 島村 征志, 1971년 6월 3일 ~ )는 일본의 전 축구 선수이다.

## 구단 경력
1990년 일본 사커 리그의 토요타 자동차(나고야 그램퍼스 에이트)에 입단했다. 1995년후 현역 은퇴.